# Герб Антрацита
Герб Антраци́та — герб міста Антрацит Луганської області.
Затверджено 26 жовтня 2004 року рішенням №23/23 "Про затвердження герба та прапора міста" сесії міської ради.

## Опис

### Офіційний опис
На центральному щиті білого кольору зображені шахти на тлі золотого сонця та зеленої землі. Центральний щит розташований на срібному тлі другого щита, обрамлений жирним лазуровим контуром, поверх якого знаходиться тонше обрамлення золотого кольору. Вгорі щита на синій плашці розташована назва міста "Антрацит". Шрифтова гарнітура виконана рубаним шрифтом срібного кольору. Під плашкою зі шрифтом знаходиться плашка червоного кольору складного обрису, що в нижній частині закінчується обрисом шестірні.
У правій верхній частині плашки зображені дві прямі лазурового та срібного кольору, що вертикально піднімаються і проходять через щит і опускаються вниз. Між правим і лівим зображеннями у верхній частині другого щита, під двома правими, що символізують виробництво труб, теплиць, розташоване зображення книги, в лівій частині якої це зображення переходить у малюнок пера та дубового листа і нагадує нам про далекі сторінки історії.
Герб з правого та лівого боку  обрамляє дубове та лаврове листя – символ слави та мужності. Листя стягнуте у святкову червону стрічку. Внизу під гербом на червоній плашці, срібним шрифтом, розташований рік заснування міста.

### Блазон
На срібному щиті срібний щиток з зеленою базою, на якому над териконами сходить золоте сонце. Над щитком зображені книга, перо і дубовий лист. Щиток розташований на червоному картуші з обрисами шестерні знизу. В главі напис «Антрацит». Щит обрамлено вінком з дубового й лаврового листя, який обвиває червона стрічка з написом «1895».

## Символізм
Зображення сонця та зеленої землі символізує квітучий робочий шахтарський край, в економіці якого 60% займає видобуток вугілля.Зображення шахт на центральному щиті визначає пріоритет вугільної промисловості міста. Зображення прямих ліній символізує виробництво водопровідних труб, теплиць. Зображення шестерні символізує машинобудівну галузь. Зображення сучасної книги вказує на наявність навчальних закладів.

## Історія

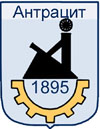
Проєкт герба Антрацита

Сайт Антрацитівської міської ради в якості герба використовує інше зображення:
"На французькому щиті лазурового кольору чорний терикон та шахтний копер, супроводжуваний знизу золотою напівшестернею; між ними сині літери "1895".